# Julens hjältar
Julens hjältar var SVT:s julkalender 1999. Julkalendern handlar om juldekorationer som av misstag blivit instängda i ett soprum, och deras kamp för att ta sig tillbaka till sin familj..

## Handling
Kalendern handlar om några förmänskligade julgransprydnader: Julbocken (Pär Ericson), Julstjärnan (Kim Anderzon), Julkulan (Ing-Marie Carlsson), Pepparkaksgubben (Tomas Bolme) och de två unga julgranstomtarna (Erik Johansson & Lotta Karlge). Av misstag råkar de hamna bland soporna i ett soprum och där möter de en hund som kallar sig för Julhunden (Jonas Karlsson). Egentligen är han en maskot för fotbollslaget Hammarby, men han utger sig för att vara en julsak han också. Julhunden hjälper julgransprydnaderna med olika planer och projekt för att komma upp till familjens lägenhet och deras gran före julafton. Planerna går inte alltid som planerat.
Skådespelaren Pär Ericson avled innan julkalendern började sändas och serien inleddes därför med texten "Till Pär". Även Halvar Björk avslutade sin skådespelarkarriär med rollen i "Julens hjältar".

## Medverkande
- Julhunden/Bajenhunden, spelas av Jonas Karlsson. En maskothund som julsakerna träffar i soprummet. Han utger sig att vara en julsak, han också. Hans hemlighet är att han har tillhört flickan i familjen men att han sedan kommit bort från henne varefter Vaktis kastade in honom i soprummet.
- Julbocken/Ond bock, spelas av Pär Ericson. Julbocken är en stolt skapelse som dyrkar Julstjärnan som sin älskade och blir direkt svartsjuk när Julstjärnan charmas av Julhunden. Han är också den äldsta julprydnaden i lådan, och förväntar sig därför att bli åtlydd av de andra julgransakerna.
- Julstjärnan, spelas av Kim Anderzon. Den vackra och pryda julstjärnan är en ganska bortskämd och pimpinett julsak, som uppvaktas av både Julbocken och Julhunden. Hon tar ankomsten ner till soprummet väldigt hårt och Julbocken är inte sen att trösta henne.
- Peppis, spelas av Tomas Bolme. Den dystre, pessimistiske och negative pepparkaksgubben av papper är den som har mest erfarenhet av soprummet, eftersom han har tillbringat tid därnere tidigare. Han saknar sin pepparkaksgumma som försvann med förra årets julgran. Det var Agnes som skapade honom. När Bocken tänder en smällare (som han misstar för ett ljus) i soprummet, får Peppis ett hysteriskt skrattanfall av explosionen.
- Julkulan, spelas av Ing-Marie Carlsson. Den moderliga och temperamentfulla julkulan är som en mor för de två garntomtarna. Egentligen tar hon ganska stor plats med sin runda form.
- Garntomtarna, spelas av Erik Johansson och Lotta Karlge. Yngst i lådan och får inte ofta sina röster hörda, men när Julhunden dyker upp blir de bästa kompisar och tomtarna stöttar honom i svartsjukedramat mot Julbocken.
- Vaktis, spelas av Halvar Björk. Den vresige portvakten skrämmer fullkomligen livet ur julsakerna med sitt julhat. Han utvecklar dock en viss svaghet för julmust.
- Familjen, består av pappa Sven (Thomas Hedengran), mamma Annika (Anna Norberg) och barnen Agnes (Rebecca Seward), Torbjörn (William Svedberg) och Sandra (Sandra Kassman). Det är de som äger alla julsakerna.
- Hammarby-Supportern, spelas av Leif Andrée.
- Sopis, spelas av Pierre Lindstedt. Sophämtaren som kör "Hemska Tuggen", sopbilen som julsakerna fruktar.
- Pepparkaksgumman, spelas av Elisabeth Nordkvist Bolme.
- Postis, spelas av Gunnlaugur Jonason[3]

## Avsnitt
1. Vi ska hem!
2. Jularnas sopa!
3. Den gröne främlingen
4. Diadem!
5. Show!
6. Julfrossa!
7. En fantastisk idé
8. Som ett brev på posten
9. Vi som hängde tillsammans
10. Duellen!
11. Jag vill va en julhund!
12. En rolig lek
13. Som ett ljus i mörkret
14. Is!
15. Tuggummi
16. Gläns över...
17. Fina till jul
18. Blå stjärnor
19. Grönvit jul
20. Vi har en maskot ibland oss
21. Ja klara' det
22. Hemska tuggen
23. Julens hjälte
24. Hem til granen[4]

## Papperskalender
Årets papperskalender ritades av Ulrika Wolff föreställer ett vindsförråd med en massa saker i. På baksidan fanns några notblad för bland annat Åh visst är det som en dröm.

## Datorspel
Två datorspel baserade på julkalendern har också släppts, Julens hjältar och uppföljaren Skrotens hjältar, ett äventyrsspel som släpptes 2000. Båda utvecklade av Korkeken och utgivna av Young Genius.